# Vratislav de Brno
Vratislav de Brno  (en tchèque Vratislav Brněnský)  né vers 1111 mort le 16 août ou le 21 septembre 1156, prince de la famille des Přemyslides, duc de Brno en Moravie de 1125 à 1156.

## Biographie
Vratislav était le fils du duc Ulrich de Brno (en tchèque Oldrich Brnensky). Après la mort de son père le duché de Brno passe successivement au futur duc Soběslav Ier à puis à Othon II de Moravie.
Il n'obtient finalement le duché paternel qu'en 1125 après la mort du duc Senior Vladislav Ier et règne à Brno de 1126 et 1156. Il est impliqué dans de nombreux conflits avec l'église et lors des crises de succession qui divisent les princes en Bohême. Il s'oppose à Heinrich Zdik, l'évêque d'Olomouc (1126-1150),  partisan en Moravie des ducs « Seniors » de Prague, qu'il chasse de son diocèse  ce qui lui vaut d'être excommunié. 
En 1128/1129, il est expulsé temporairement de Brno par le duc Soběslav Ier de Bohême et doit  passer un an en exil. Entre 1140 et 1145, il tente, allié avec d'autres magnats Moraves ( Conrad II de Znojmo, Othon III d'Olomouc et même Děpold, le propre frère du souverain) de renverser Vladislav II de Bohême. Bien que vainqueur, lors de la bataille de Vysoka, à 7 km de Kutna Hora, le 22 avril 1142, les conjurés échouent devant Prague, sont excommuniés, pour avoir chassé l'évêque d'Olomouc, et doivent se soumettre après l'intervention de l'empereur Conrad III du Saint-Empire, beau-frère de Vladislav II. Après 1146 Vratislav de Brno n'est plus mentionnée dans les sources jusqu'à sa mort.

## Union et postérité
Vratislav de Brno épouse en 1132 une princesse russe à l'origine imprécise, fille d'un prince Vassilko. Il laisse comme enfants :
- Spytihněv III († 1199) , duc de Brno (1189-1191 & 1194-1197) prétendant au trône de Bohême et aveuglé ;
- Svatopluk († avant 1201) duc de Jemnice (en allemand Jamnitz) (1167-1197).

## Sources
- (de) Cet article est partiellement ou en totalité issu de l’article de Wikipédia en allemand intitulé « Vratislav von Brünn » (voir la liste des auteurs).
- (cs) Petr Sommer, Dušan Třeštík, Josef Žemlička, et al: Přemyslovci. Budování českého státu. Praha: Nakladatelství Lidové noviny, 2009.  (ISBN 978-80-7106-352-0), S. 559.
- Anthony Stokvis, Manuel d'histoire, de généalogie et de chronologie de tous les États du globe, depuis les temps les plus reculés jusqu'à nos jours, préf. H. F. Wijnman,  éditions Brill Leyde 1889-1893, réédition 1966, chapitre VI  « Généalogie des rois de Bohême »,  Tableau généalogique n° 14  p. 394.